# Наследно право
Наследно право је грана имовинског права која се бави имовинскоправним последицама смрти.
Оно проучава питање заоставштине, субјеката наследног права (активних и пасивних) и врсте сукцесије.
У различитим државама и цивилизацијама постоје специфична правна решења за готово свако појединачно питање које је предмет проучавања наследног права.